# 通布伯夫
通布伯夫（法語：Tombebœuf，法語發音：[tɔ̃b.bœf]）是法国洛特-加龙省的一个市镇，位于该省北部略偏西，属于洛特河畔新城区。

## 地理
通布伯夫（44°30'25"N, 0°27'6"E）面积18.38 平方千米，位于法国新阿基坦大区洛特-加龍省，该省份为法国西南部内陆省份，北起多爾多涅省，西接吉倫特省和朗德省，南至热尔省，东临塔恩-加龙省和洛特省。
与通布伯夫接壤的市镇（或旧市镇、城区）包括：拉韦涅、库尔、拉佩尔什、蒙巴于斯、蒙塔斯特吕克、蒙蒂尼亚克德洛赞、图尔特雷斯、维勒布拉马尔。
通布伯夫的时区为UTC+01:00、UTC+02:00（夏令时）。

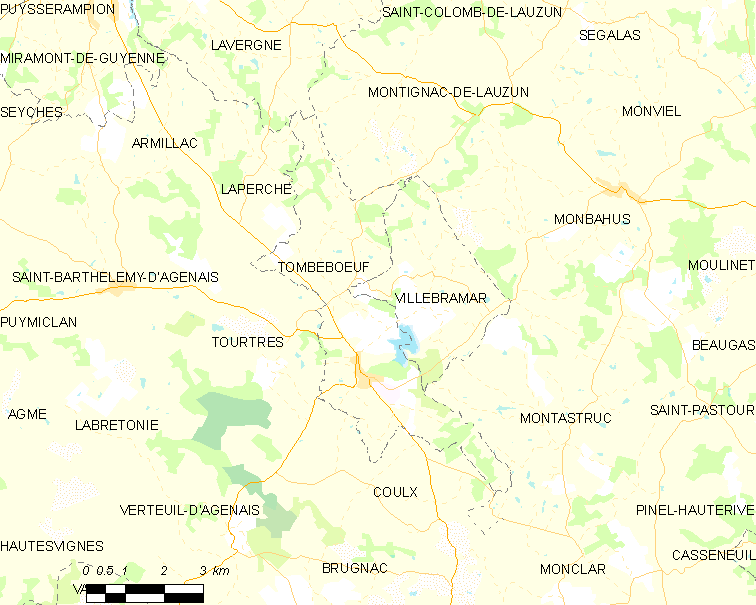
通布伯夫的OSM定位图

## 行政
通布伯夫的邮政编码为47380，INSEE市镇编码为47309。

## 政治
通布伯夫所属的省级选区为勒利夫拉代县。

## 交通
洛特-加龙省省道D120线、D124线、D254线、D275线和D667线经过境内。

## 人口

1962-2008年间通布伯夫人口变化图示

通布伯夫于2022年1月1日时的人口数量为448人。